# Hugo III van Maine
Hugo III van Maine (960/975 - 1014/6 juli 1016) was de oudste zoon van Hugo II van Maine. Hij volgde zijn vader in 992 op als graaf van Maine. Als bondgenoot van Odo I van Blois, bevocht hij de Franse koningen, Hugo Capet en Robert II, en Fulco III van Anjou. Na de dood van Odo moest hij in 996 wel de onderworpenheid aan Anjou erkennen. Hij deed een schenking aan Saint Vincent te Le Mans.
In 1013 hernieuwde hij zijn bondgenootschap met Blois en viel samen met Odo II van Blois Normandië aan. Ze belegerden het kasteel van Tillières-sur-Avre maar werden door hertog Richard II verrast en verslagen. Hugo kon aan gevangenschap ontkomen door zich te verbergen in een schaapskooi en wist vermomd als schaapherder te ontsnappen. In 1014 deed hij een schenking aan de abdij van Mont Saint-Michel.
Hugo was getrouwd met een onbekende vrouw. Hij was vader van:
- Hugo, ovl. ca. 1013
- Herbert I